# Episodi di Pacific Blue (prima stagione)
La prima stagione della serie televisiva Pacific Blue è stata trasmessa in anteprima negli Stati Uniti d'America da USA Network tra il 9 marzo 1996 e il 25 maggio 1996.
| nº | Titolo originale | Titolo italiano           | Prima TV USA   | Prima TV Italia |
| -- | ---------------- | ------------------------- | -------------- | --------------- |
| 1  | Pilot            | Poliziotti molto speciali | 3 agosto 1997  |                 |
| 2  | First Shoot      | La prima volta            | 9 marzo 1996   |                 |
| 3  | No Man's Land    | Terra di nessuno          | 16 marzo 1996  |                 |
| 4  | Over the Edge    | Giochi mortali            | 23 marzo 1996  |                 |
| 5  | Out of the Past  | Un conto in sospeso       | 30 marzo 1996  |                 |
| 6  | Takedown         | A un passo dalla morte    | 6 aprile 1996  |                 |
| 7  | Heatwave         | Ondata di calore          | 13 aprile 1996 |                 |
| 8  | Burnout          | A bruciapelo              | 20 aprile 1996 |                 |
| 9  | Moving Target    | Bersaglio mobile          | 27 aprile 1996 |                 |
| 10 | Captive Audience |                           | 4 maggio 1996  |                 |
| 11 | The Phoenix      | La fenice                 | 11 maggio 1996 |                 |
| 12 | The Big Spin     | La lotteria della vita    | 18 maggio 1996 |                 |
| 13 | All Jammed Up    | Salti mortali             | 25 maggio 1996 |                 |